# Корчагин, Фёдор Георгиевич
Фёдор Георгиевич Корчагин (12 апреля 1905, Одесса — 26 июля 1975, Москва) — советский театральный актёр, театральный деятель, заслуженный артист РСФСР (1947).

## Биография
Родился 12 апреля 1905 года в Одессе. С 1913 по 1917 годы обучался в Первой Одесской гимназии, с 1917 по 1920 годы учился в Одесской трудовой школе. С 1921 года проходил обучение в Одесской театральной школе, под руководством Бориса Лоренцо.
В 1922 году поступил на службу в Одесский театр «Массодрам». Проработал здесь до 1926 года. Затем играл в театральных коллективах Вознесенска, Курска, Костромы, Брянска.
С 1932 по 1936 годы служил в Московском драматическом театре под руководством Валентина Смышляева. С 1936 по 1937 годы — артист Театра-студии под руководством Николая Хмелёва. С 1937 года и до окончания жизни служил в Московском драматическом театре имени М. Н. Ермоловой.
Работал на радио. Снимался в кино. Дебют в кино пришёлся на 1957 год. Сыграл роль императора Николая I в фильм-спектакле «Пушкин».
С 1945 по 1947 годы учился в университете марксизма-ленинизма МГК ВКП(б). С 1948 года член КПСС.
Проживал в Москве. Умер 26 июля 1975 года. Похоронен на Даниловском кладбище.

## Награды
- Заслуженный артист РСФСР (1947).
- Медаль "За доблестный труд в Великой Отечественной войне 1941-1945 гг."
- Медаль "В память 800-летия Москвы"

## Работы
Роли в кино:
- 1957 — «Пушкин» (фильм-спектакль) (Николай I);
- 1962 — «У твоего порога» (ополченец-запевала);
- 1963 — «Человек, который сомневается» (Шпартюк, следователь;
- 1965 — «Иду на грозу» (Лагунов);
- 1965 — «Они не пройдут» (старик (нет в титрах));
- 1970 — «Море в огне» (Трофим Калинович Коломиец);
- 1974 — «Дарю тебе жизнь» (фильм-спектакль);
- 1975 — «Принимаю на себя» (эпизод (нет в титрах));
- 1976 — «Белый Бим Чёрное ухо» (продавец щенков).